# Wattassides
1472–1554
Entités précédentes :
- Restauration idrisside
Mérinides

Entités suivantes :
- Saadiens

Les Wattassides (en berbère : ⵉⵡⵟⵟⴰⵙⵏ (Iwṭṭasn) ; en arabe : الوطاسيون (al-Waṭṭāsīyūn) ou Benou Waṭṭas : بنى وطاس ) forment une dynastie berbère ayant succédé aux Mérinides dès 1472, après une brève période de restauration idrisside ayant duré 6 ans. Ils seront évincés par les Saadiens en 1554.
Comme les Mérinides, dont ils sont souvent décrits comme une branche, les Wattassides sont d'origine zénète.
De leur forteresse de Tazouta (en), entre Melilla et la Moulouya, les Wattassides ont peu à peu étendu leur puissance aux dépens des Mérinides régnants. Les deux familles étant apparentées, les Mérinides ont recruté de nombreux vizirs chez les Wattassides ; ces derniers prirent peu à peu le pouvoir, que le dernier sultan mérinide perdit complètement en 1465. La chute des Mérinides est suivie par une période de confusion qui dura jusqu'en 1472, au terme de laquelle les Wattassides deviennent sultans.
À partir de 1528, les princes saadiens, qui contrôlent le sud du Maroc depuis 1509 et Marrakech depuis 1524, cessent de reconnaitre le pouvoir central wattasside. De ce fait, le Maroc se trouva divisé en deux entités. À l'issue du conflit opposant Saadiens et Wattassides, ces derniers sont définitivement vaincus en 1554, permettant aux premiers de réunifier le pays.

## Histoire

### Origines et dynasties apparentées
Les Wattassides sont d'origine berbère. Ils sont, aux côtés des Beni Askar et des Beni Hamam, l'un des trois clans composant la tribu originelle des Beni Merin, tribu dont descend également la dynastie des Mérinides. Ils sont plus spécifiquement rattachés au groupe des Beni Ouazir.
Les Wattassides descendent des Wassin. Plusieurs hypothèses localisent les Wassin : leur présence est attestée dans la Tripolitaine occidentale lors de la conquête musulmane, mais également dans le Jérid tunisien (dès l'an 640), le désert de Barqa, les Zibans, les ksour de Ghadamès et les ksours du Mzab. Leur présence est également attestée vers le milieu du XIe siècle en Ifriqiya et dans les Aurès.
Les Wattassides proviendraient du sud de la Tripolitaine,,, plus précisément de la région de Ghadamès, en Libye, ville à la frontière de la Tunisie et de l’Algérie. En effet, les Beni Merin dont les Banu Wattas, prétendent être les fondateurs de Ghadamès,, ville renfermant de nombreuses bourgades appartenant aux clans mérinides des Banu Wattas et Banu Ouartajin. Pierre Berthier affirme que les Wattassides viennent de l'Est algérien comme leurs cousins Beni Merin.
Si Ibn Khaldoun qualifie les Beni Ouazir d'intrus au sein des Beni Merin et fait plutôt remonter leur origine aux Almoravides,, il ne qualifie les Beni Ouazir qu'en tant que composante parmi d'autres des Beni Wattas, ce qui ne généralise pas l'origine Sanhadja présumée à l'ensemble. L'opinion majoritaire parmi les auteurs modernes affirme l'origine zénète des Wattassides.
Les Wattassides sont ainsi tantôt décrits comme cousins des Mérinides, tantôt comme une branche collatérale de ceux-ci ou encore d'associés à ces derniers.
Les ancêtres des Wattassides sont poussés à migrer d'est en ouest par les Hilaliens, qui envahissent l'Afrique du Nord à partir du XIe siècle, ou encore par les Sanhadja.
Les Aït el Qadi, ayant exercé le pouvoir à Koukou (en Kabylie), sont donnés comme liés aux Wattassides. En effet un des aïeux communs avec les Aït el Qadi, Sid El Hadj Sufi, aurait fondé une zawiya au ksar Badriyan. À la suite des migrations zénètes, on retrouve des Beni Wattas dans plusieurs endroits de la Berbérie comme parmi les Beni Sliman de Tablat, dans le Titteri.

### Montée en puissance
Sous les Mérinides, les Wattassides sont implantés au Nord du Maroc et plus précisément dans le Rif. Ils occupent de hauts emplois dans l'administration dans laquelle ils prennent une importance croissante et prennent les premières places du gouvernement. Contrairement aux dynasties précédentes –Almoravides, Almohades et Mérinides– ils ne s'imposent donc pas par la guerre.

### Affaiblissement des Mérinides et régence wattasside
La dynastie wattasside fut créée dans un Maroc mérinide en déclin, connaissant un contexte de crise politique, culturelle, sociale et financière, où les Mérinides essaient tant bien que mal de repousser les invasions portugaises et espagnoles tout en aidant le royaume de Grenade à survivre à la Reconquista.
L’événement déterminant de l’ascension au pouvoir des Wattassides est l'assassinat du sultan mérinide Abou Saïd Othmane III et de presque toute sa famille en 1420. Seul un fils du sultan, Abdelhaq alors âgé d'un an, est épargné ; il est aussitôt proclamé sultan par le gouverneur wattasside de Salé Abou Zakariya, qui exerce alors la réalité du pouvoir en tant que Vizir. Véritable régent, il exerce une influence considérable sur le Makhzen. Son fils Yahia Zakariya devient vizir à son tour en 1458 mais est massacré avec sa famille en 1459 par le sultan mérinide Abdelhaq, devenu adulte et impatient d'exercer réellement son pouvoir.

### Prise de pouvoir par les Wattassides
En 1465, une révolte éclate à Fès contre le dernier sultan mérinide Abdelhaq, en raison du mécontentement populaire à la suite de la nomination de Haroun Bettach, un grand commerçant de confession juive, en tant que grand vizir.
Abdelhaq est capturé et tué par les révoltés le 23 mai 1465 sans laisser d'héritier. Le chef des Chorfas de Fès, Mohammed ben Ali, est alors proclamé sultan du Maroc en mai 1465,. Ce dernier ne réussit cependant pas à imposer son autorité bien au-delà de Fès et de sa région.
En 1471, Abu Abd Allah ach-Chaykh Muhammad ben Yahya, survivant du massacre de sa famille perpétré par Abdelhaq, reprend Fès à Mohammed ben Ali et devient le premier souverain wattasside effectif,, après avoir conclu avec le roi du Portugal, Alphonse V, une trêve de vingt ans.

### Règne
L'histoire de la dynastie des Wattasside est tumultueuse. Seuls deux sultans auront un règne consistant : Muhammad ach-Chaykh (1472-1501) et son fils Mohammed al-Burtuqâlî (1501-1526). La dynastie va être confrontée dès 1524 à la montée des chérifs saadiens, leur concurrents directs pour le trône.
Ils promettent au peuple marocain et andalou tourmenté par le tournant de guerre en faveur des Rois Catholiques qu’ils protégeront fidèlement le Maroc contre les incursions étrangères. Mais ils ne tiendront pas leur parole, les Portugais multipliant leurs comptoirs sur le littoral marocain.
Le successeur de Mohammed al-Cheikh tentera tant bien que mal de s’emparer d’Assilah et de Tanger, respectivement en 1508, 1511 et 1515, mais il échouera.

### Déclin
Au nord, plusieurs régions du refusent l'autorité wattasside tandis que le nord-ouest est gouverné par des princes ne reconnaissant que nominalement le pouvoir central wattasside.
Au milieu de ce désordre, une force politique nouvelle finit par émerger : les zawiyas. La menace européenne et la crise du pouvoir provoquent un débordement des zawiyas de leurs prérogatives purement religieuses. Face à un pouvoir wattasside paralysé par les luttes intestines, les zawiyas s'appuient sur une tradition de guerre sainte et le prestige de l'ascendance prophétique pour prendre l'initiative. Ainsi les zawiyas jazulites du Souss désignent les Saadiens, clan arabe et chérifien, pour mener la guerre sainte contre les Portugais.
Reconnaissant d'abord nominalement l'autorité centrale des Wattassides, les Saadiens, qui prennent Marrakech en 1524 et en font leur capitale, entrent en confrontation avec les premiers dès 1528 et, à la suite d'une bataille à l'issue indécise, se voient confirmer leur autorité sur le Sud du Maroc par le traité de Tadla.
En 1537 l’issue de la concurrence des deux lignées de sultans est bouclée : les Saadiens battent les Portugais à Agadir, tandis que les Wattassides cherchent une approche plus diplomatique avec les Rois Catholiques. Les Saadiens sont traités en héros par les populations, ce qui facilite leur conquête militaire et leur permet ensuite de reprendre l’un après l’autre tous les comptoirs portugais sur les côtes marocaines, hormis Tanger, Ceuta et Mazagan. Ils attaquent en même temps les Wattassides qui leur font résistance, ces derniers devront bien vite se plier devant la puissance saadienne émergente.

### Brève restauration
En 1554 alors que toutes les villes Wattassides déposent les armes les unes après les autres, le sultan Abou Hassan Ali avec l'appui de Salah Raïs, beylerbey d'Alger, reprend Fès, mais les Saadiens réagissent rapidement, reprennent la ville au bout de 9 mois et tuent le dernier prétendant wattasside. Les derniers Wattasides fuient alors le Maroc mais sont tués à la suite de raids pirates sur leur bateau tandis que les fils du dernier sultan Wattasside trouvent refuge dans la régence d'Alger. Finalement, les Wattasides n’auront en rien amélioré la situation marocaine après la Reconquista espagnole. Il faudra attendre les Saadiens pour rétablir l’ordre et repousser les ambitions expansionnistes des Royaumes de la péninsule Ibérique.

## Chronologie
- 1420 : Le sultan mérinide Abû Sa`id `Uthmân ben Ahmad meurt, son fils Abû Muhammad `Abd al-Haqq lui succède comme sultan mérinide âgé de seulement un an. Le gouverneur de Salé Abû Zakariyâ Yahyâ de la tribu des Banû Wattas alliée aux Mérinides et installée dans le Rif exerce la régence et garde le pouvoir pendant vingt-huit ans.
- 1437 : Échec d'une expédition portugaise contre Tanger. Une partie du corps expéditionnaire est fait prisonnier. Un traité intervient où les Portugais obtiennent le droit de se rembarquer à la condition de rendre Ceuta. Ils laissent comme otage l'infant Ferdinand, pour garantir l'exécution de ce pacte. Poussé par le pape, Édouard Ier préfère sacrifier son frère plutôt que sa place de commerce. Ferdinand meurt à Fès le 5 juin 1443.
- 1458 : Le roi du Portugal Alphonse V avait préparé une armée pour le départ en croisade contre les ottomans à l'appel du pape. Il préfère finalement retourner ses forces contre Ksar-es-Seghir[28] un petit port situé entre Tanger et Ceuta. Il parvient à prendre la place.
- 1459 : Abû Muhammad `Abd al-Haqq se retourne contre son nouveau régent Yahyâ et sa famille. Il les fait massacrer, seuls deux frères survivent, dont Muhammad ach-Chaykh, celui qui en 1472 devient le premier sultan wattasside.
- 1462 : Ferdinand IV de Castille reprend Gibraltar.
- 1465 : Abû Muhammad `Abd al-Haqq est égorgé à Fès au cours d'une révolte populaire. Mohammed ibn Ali Amrani-Joutey, un sultan d'origine idrisside, est proclamé sultan mais son autorité se limite à la région de Fès.
- 1469 : Les Musulmans viennent de perdre la quasi-totalité de leurs territoires d'Al-Andalus. Seuls les Nasrides conservent Grenade et ses environs jusqu'en 1492. Cette période connaît un afflux massif, vers le Maroc, d'andalous musulmans et juifs pourchassés par l'Inquisition et la conversion forcée au christianisme.
- 1471 : Le roi portugais Alphonse V parvient à prendre Tanger en profitant des désordres de Fès. Cette anarchie ne dure qu'un temps; l'un des survivants du massacre de 1459, Muhammad ach-Chaykh reprend Fès et y installe le sultanat wattasside en 1472.

- 1471 : Les Portugais prennent Assilah, puis Tanger, ce qui leur permet de contrôler le détroit de Gibraltar.
- De 1472 à 1505 : Mohammed ach-Chaykh ne peut empêcher l'installation des Portugais sur les côtes du pays à Safi (1481) puis à Azemmour en (1486). Les Portugais occuperont véritablement ces deux villes en 1508 et 1513.
- 1492 : Le royaume de Grenade, dernier état musulman d'Espagne est vaincu. Les Rois Catholiques d'Espagne s'emparent de Grenade, scellant ainsi la fin de l'Islam espagnol.
- 1505 : Mohammed al-Burtuqâlî succède à Mohammed ach-Chaykh jusqu'en 1524. Il échoue dans ses tentatives de reprendre Asilah en 1508 et 1515 et Tanger en 1511 et voit les Portugais multiplier leurs comptoirs le long de la côte : création de Santa Cruz de Aguer (actuellement Agadir), installation à Mazagan (actuellement El-Jadida), construction de la forteresse d'Agouz (actuellement Souira Kedima) à l'embouchure de l'oued Tensift.
- 1511 : Mohammed al-Jazuli, chef d'une puissante zaouïa du Souss soutient la désignation comme chef de guerre du Saadien Muhammad al-Qâ'im bi-'Amr Allah.
- 1524 : Les Saadiens se rendent maîtres de Marrakech avec le soutien des tribus berbères du Souss et de la Vallée du Drâa.
- 1528 : Ahmed doit reconnaître aux Saadiens une indépendance de fait dans les régions du sud. Quand il se décide à marcher sur Marrakech il est battu et doit se replier. Deux fils de Muhammad al-Qâ'im se partagent alors le pouvoir dans le sud du pays : Ahmed al-'A`raj règne à Marrakech, et Mohammed ach-Chaykh est gouverneur du Souss.
- 1537 : Les Saadiens obtiennent le partage du Maroc en deux royaumes après leur victoire sur les Wattassides à la bataille de l'Oued el-Abid. Les Saadiens prennent Agadir aux Portugais et apparaissent comme les défenseurs de l'islam alors que les Wattassides cherchent à négocier avec les chrétiens. Les Saadiens reprennent tour à tour tous les comptoirs portugais hormis Tanger, Ceuta et Mazagan.
- 1548 : Les Saadiens font prisonnier le sultan wattasside Ahmed qui est libéré contre l'abandon de Meknès. Deux ans après les Saadiens prennent Fès. Ensuite ils échouent dans leurs tentatives d'expansion vers l'Algérie ottomane.
- 1554 : Le Wattasside Abû Hasûn `Alî, appuyé par les Ottomans installés à Alger, reprend Fès. Il est finalement vaincu et tué lors de la bataille de Tadla par le Saadien Mohammed ach-Chaykh qui récupère Fès. Les derniers Wattassides sont massacrés par des pirates[réf. souhaitée] alors qu'ils fuient le Maroc.

## La dynastie

### Les vizirs Wattassides
Pendant la minorité de l'émir mérinide Abû Muhammad `Abd al-Haqq
- 1421 - 1448 : Abû Zakariyâ Yahyâ
- 1448 - 1458 : `Alî
- 1458 - 1459 : Yahyâ

### Les sultans Wattassides (1472-1554)
- 1472 - 1504 : Mohammed ach-Chaykh
- 1504 - 1526 : Mohammed al-Burtuqâlî
- 1526 - 1526 : Abû Hasûn `Alî (conteste son neveu[29] Ahmed)
- 1526 - 1545 : Ahmed (Démis)
- 1545 - 1547 : Mohammed al-Qâsrî
- 1547 - 1549 : Ahmed (Restauré)
- 1549 – 1554 : Mohammed ech-Cheikh (Saadien)
- 1554 - 1554 : Abû Hasûn `Alî (Ne règne que quatre mois, tué par le Saadien Mohammed ach-Chaykh)

### Filiation
```
├1─
Abû Zakarîyâ Yahyâ
 1428-1448.
│  ├3─
Yahyâ
 1458-1459 tué par le Mérinide 
Abû Muhammad `Abd al-Haqq

│  └*1─
Mohammed ach-Chaykh
 1472-1504.
│     ├*2─
Mohammed al-Burtuqâlî
 1504-1526.
│     │  └*3─
Ahmed
 1526-1545 et 1547-1549.
│     │     │
│     │     └*4─
[
30
]
Mohammed al-Qâsrî 
 1545-1547.
│     │
│     └*5─
[
29
]
Abû Hasûn `Alî
 1526 et 1554
└──Yûsuf
   │
   └2─
[
31
]
`Alî
 1448–1458, mort en 1459.
```